# Pietrelcina
Pietrelcina är en stad och kommun i provinsen Benevento i regionen Kampanien i Italien. Kommunen hade 3 094 invånare (2017) och gränsar till kommunerna Benevento, Paduli, Pago Veiano och Pesco Sannita.
Pietrelcina är födelseplats för Padre Pio, helgonförklarad 2002.